# Colombette
Colombette es una localidad de Santa Lucía que forma parte del distrito de Soufrière.